# Marcos Galperin
Marcos Galperín (Buenos Aires, 31 de outubro de 1971) é um empresário argentino, mais conhecido como co-fundador, presidente e CEO do Mercado Livre.